# Dopethrone
Albums de Electric Wizard
Come My Fanatics....
(1997) Let Us Prey
(2002)
Dopethrone est le troisième album du groupe doom metal Electric Wizard, sorti en 2000, ré-édité en 2004 et en 2007 avec une nouvelle chanson. Il est considéré, avec Come my Fanatics, comme le meilleur album du groupe. La musique de cet album est très lente, lourde et psychédélique, et encore plus lourde et agressive que dans les albums précédents du groupe.

## Chansons
1. Vinum Sabbathi – 3:05
2. Funeralopolis – 8:43
3. Weird Tales – 15:05
I. Electric Frost
II. Golgotha
III. Altar of Melektaus
4. Barbarian – 6:29
5. I, The Witchfinder – 11:04
6. The Hills Have Eyes – 0:46
7. We Hate You – 5:08
8. Dopethrone – 20:48 (10:55 dans les versions avec la chanson Mind Transferal)
9. Mind Transferal – 14:54 (ré-édition seulement)

## Composition du groupe
- Jus Oborn - guitare, chant
- Tim Bagshaw - basse
- Mark Greening - batterie